# Latwerge
Die Latwerge (auch das Elektuarium, lateinisch Electuarium, deutsch auch Leckmittel) ist eine eingedickte Saft-Honig-Zubereitung von dick-zähflüssiger Konsistenz und fand als haltbare Arzneiform besonders in der Medizin des Mittelalters Verwendung.

## Zubereitung und Geschichte
Latwergen enthalten als Arzneimischung in Form eines steifen Breis oder Teigs zur oralen Einnahme neben den verschiedenen Arzneidrogen als Konservierungsmittel Honig. In der Volkssprache des 19. und 20. Jahrhunderts steht Latwerge (von mittelhochdeutsch Latwarje, mit dialektalen Formen wie Latwäre und ähnlich sowie lectuarie) hingegen oft für Süßspeisen von latwergenähnlicher Konsistenz wie Pflaumenmus oder anderes Fruchtmus oder für sirupartig eingekochten Saft von Früchten, ja sogar für (ältere Formen der) Marmelade („Quetschmarmelade“).
Das Wort, mittelhochdeutsch latwārje, latwērje u. ä., kommt von lateinisch ēlect(u)ārium, das seinerseits von griechisch ἐκλεικτόν ekleiktón ‘(weiche) Arznei (Leckmittel)’, wörtlich: „was aufgeleckt wird“, stammt und auf Griechisch leíchein „lecken, auflecken“ zurückgeht.
Es handelte sich ursprünglich um ein aufzuleckendes Drogenpulver, dem zur Geschmacksverbesserung Honig zugefügt wurde. Der Honig wird seit dem Mittelalter hierbei als Konservierungsmittel eingesetzt. Später fand auch Zuckersirup Verwendung. Bisweilen haben Leckmittel, bestehend aus Pulvern und weichen oder flüssigen Komponenten (Sirup, Honig oder Mus), eine dem Mus ähnliche Konsistenz. Eine sehr dünnflüssige Latwerge wurde als Linctus (Lecksaft) bezeichnet und entsprach der antiken Arzneiform eclegma. Eine gebräuchliche Latwerge war der Theriak, eine weitere Latwerge der mittelalterlichen Pharmazie die Rosenblättersaftlatwerge electuarium de succo rosarum, die (etwa nach der Vorschrift des Antidotarium Nicolai) aus Rosensaft, getrocknetem Purgierwindensaft, Sandelhölzern, Knochenasche, Kampfer und Zucker hergestellt wurde. Hinzu kamen bis in die Neuzeit eine Vielzahl mit Dia- bezeichnete Latwergen wie Diacitoniton (Quittenlatwerge), Diagentiana (Enzianlatwerge, Gelben Enzian enthaltend) oder Diamargariton (Perlenlatwerge) und Diaprunis (Pflaumenlatwerge) sowie als Hiera („heilig“), auch Yera, bezeichnete Latwergen wie Hiera fortissima Galeni, Hiera logadion, Hiera picra Abbatis, Hiera picra Constantini, die am meisten gebrauchte Hiera picra Galieni (von griechisch pikros „bitter“) und Hiera Rufi bzw. Hiera Rufini. Eine iustinum genannte Latwerge des Antidotarium Nicolai bezeichnet ein Hiera des im 4. Jahrhundert lebenden „Iatrosophisten“ Justus. In früheren Apotheken wurde eine als Tryphera persica bezeichnete persische Latwerge angeboten.
Latwergen finden sich unter anderem bei Marcellus Empiricus (4.–5. Jahrhundert), im Lorscher Arzneibuch (um 795), im fünften Buch von Avicennas Kanon der Medizin (um 1030), im Antidotarium Nicolai (11. Jahrhundert), bei Hildegard von Bingen († 1179) und im als erstes bekanntes Apothekerbuch bzw. Apotheker-Lehrbuch geltenden Compendium aromatariorum des italienischen Arztes Saladin von Ascoli (Bologna, 1488) sowie bei dem durch al-Kindī beeinflussten Wundarzt oder Laienarzt Albert Birchtel (Ende des 15. Jahrhunderts). Die nach einer älteren Rezeptur namens Electuarium Karoli so genannte Kaiser-Karl-Latwerge, die unter anderem bei Heiserkeit eingesetzt wurde, war eine im Mittelalter in vielen Arzneibüchern verbreitete Rezeptur. In der Klosterheilkunde werden Latwergen auch heute noch verwendet. Weitere, häufig in der mittelalterlichen und frühneuzeitlichen Medizin angewandte Latwergen, deren Wirkung meist auf einer „Reinigung“ von überschüssigen bzw. verdorbenen Körpersäften im humoralpathologischen Sinne angesehen wurde, waren die abführend wirkende, aus der Salerner Tradition stammende Heilig-Bitter-Latwerge (Hiera picra) und das auch im Antidotarium Nicolai aufgeführte, seinem angeblichen Erfinder, dem am Hof des Herzogs Roger Borsa, Sohn des Robert Guiskard, lebenden Abbas Curiae, gewidmete Electuarium ducis, die gegen Harnsteinleiden eingesetzte „Herzogslatwerge“ (die gemäß dem Circa instans auch durch eine ebenso wirksame Latwergenzubereitung aus der Zwergföhre ersetzt werden konnte). Eine Art Electuarium war gemäß Zekert auch die Michleta bzw. Micleta (lateinisch für „erprobte Arznei“).
Überliefert ist auch der Einsatz von elementarem (weißem) Phosphor zur  Schädlingsbekämpfung in Form von Phosphorlatwergen.